# جامعه مدرسین حوزه علمیه قم
جامعهٔ مدرسین حوزهٔ علمیهٔ قم که به اختصار جامعهٔ مدرسین خوانده می‌شود را جمعی از علماء و استادان حوزه علمیه قم، با محوریت حسینعلی منتظری و همراهی آذری قمی و ربانی شیرازی و هاشمی رفسنجانی در سال ۱۳۴۰ هجری شمسی تأسیس کردند. در پیش از انقلاب فعالیت‌های این جامعه بیش‌تر در جهت مبارزه با پادشاهی محمدرضا پهلوی بود، اما پس از انقلاب مشارکت در جهت تأسیس و پس از آن تثبیت حکومت اسلامی را پیش گرفت. این تشکل از تشکل‌های نزدیک به اصولگرایان است.
بیش از نیم قرن بعد از تأسیس آن، تغییرات و تحولات سیاسی زیادی در پی اختلاف نظرها در بین جناح اصولگرا در این تشکل قدیمی راست در ایران رخ داده‌است.

## تاریخچه
جامعهٔ مدرسین حوزهٔ علمیهٔ قم را جمعی از علماء و استادان حوزه علمیه قم، در سال ۱۳۴۰ تأسیس کردند. سال ۱۳۴۰ و ۱۳۴۱ که نهضت روحانیت شروع شد، روحانیون تشکل خاصی نداشتند. با هدایت و محوریت حسینعلی منتظری و به همراهی چند تن دیگر از روحانیون از جمله عبدالرحیم ربانی شیرازی، اکبر هاشمی رفسنجانی و احمد آذری قمی به فکر سازمان دادن و هماهنگ‌کردن روحانیون حوزه می‌افتند و سنگ بنای جامعه مدرسین در آن زمان گذاشته می‌شود. اکثر روحانیون مخالف حکومت عضو این تشکل بودند و اغلب فعالیت‌های سیاسی همچون اعلامیه‌های امضادار و بی امضا، اعتراض‌ها و اعتصاب‌ها و … از سوی این جریان شروع می‌شد. در همان زمان روحانیونی نیز بودند که به دلایلی خود را از مبارزات کنار می‌کشیدند.
پس از انقلاب منتظری به دلیل مشغله‌های فراوان از حضور در جامعه مدرسین بازماند. از این زمان کسان دیگری که درآستانه انقلاب فعال شده بودند در این تشکل نیز فعال شدند. از جمله این‌ها شرعی، سید منیرالدین حسینی شیرازی و راستی کاشانی بودند.

### از تأسیس تا تبعید خمینی
جامعهٔ مدرسین در ابتدا به صورت پنهانی کار می‌کرد و یک تشکیلات مخفی بود. در سال ۱۳۴۲ و با آغاز مبارزات انقلابی، جامعهٔ مدرسین که یک تشکیلات روحانی بود به حمایت از سید روح‌الله خمینی با چاپ و پخش اعلامیه‌های خمینی و فرستادن طلاب به شهرستان‌ها برای پخش اعلامیه‌هایی که در تأیید خمینی بودند، فعالیت داشت. پس از بازداشت خمینی در خرداد ۱۳۴۲ جامعهٔ مدرسین نقش مهمی در قیام مردم ایفا کرد. حکومت پهلوی خمینی را در ۱۷ فروردین ۱۳۴۳ او را آزاد کرد و به قم فرستاد.
مبارزات جامعهٔ مدرسین همچنان ادامه داشت تا آن که خمینی در ۴ آبان ۱۳۴۳ در نطقی به کنوانسیون وین حمله و سپس در اعلامیه‌ای آن را محکوم کرد. به این دلیل بود که خمینی در تاریخ ۱۳ آبان ۱۳۴۳ دوباره دستگیر شد و پس از انتقال به تهران به ترکیه و سپس به عراق تبعید شد.
اهداف جامعهٔ مدرسین به هنگام تأسیس موارد زیر اعلام شدند:
- اصلاح و تکمیل برنامه‌های درسی حوزه‌های علوم اسلامی و پرورش طلاب.
- تحقیق در علوم و معارف اسلامی.
- تبلیغ و گسترش اسلام در داخل ایران و کشورهای خارج.
- سعی در اجرای احکام و قوانین سیاسی، اجتماعی، قضائی، اقتصادی و فرهنگی اسلام.
- دفاع از اسلام و قرآن.
- مبارزه با طاغوت و ستمگران و دفاع از حقوق محرومین و مستضعفین.

### از تبعید تا پیروزی انقلاب
هدف دولت از تبعید خمینی این بود که در نجف به فراموشی سپرده شود. در این دوران بود که نقش جامعهٔ مدرسین پررنگ‌تر شد. اعضای جامعهٔ مدرسین به همراه دیگران در نبود خمینی در دو بعد فعالیت داشتند: یکی ترویج و توسعهٔ دایرهٔ مرجعیت خمینی و دیگری تبلیغات ضد حکومت پهلوی، که در این راه با نامه یا تلفن یا پیام با خمینی در تماس بودند.
در همین راستا بود که در پی درگذشت مرجع شیعه سید محسن طباطبایی حکیم، اطلاعیه‌ای در تأیید مرجعیت خمینی با امضای دوازده نفر از علما و فقهای وقت، آماده و پخش شد. این اطلاعیه با تلاش جامعهٔ مدرسین تهیه شده بود و امضای شماری از اعضای آن را در زیر خود داشت که خشم حکومت پهلوی را برانگیخت.
شماری از اعضای جامعهٔ مدرسین در فروردین ۱۳۴۲، بازداشت و زندانی شدند. آن‌ها در زندان نیز مبارزه را چون دیگر اعضای بیرون از زندان ادامه دادند. در ۱۷ دی ۱۳۵۶ به دلیل اهانت یکی از روزنامه‌های رسمی به خمینی درس‌های حوزه تعطیل و تظاهرات گسترده‌ای شکل گرفت که در آن شماری نیز کشته شدند. از این زمان بود که با اوج‌گیری مبارزات، مبارزات به شهرستان‌ها نیز کشیده شد، و فشارهای دولتی و تبعیدها و زندانی‌کردن‌ها و شکنجه‌ها شدیدتر و گسترده‌تر شد.

### پس از پیروزی انقلاب
با بازگشت خمینی در بهمن ۱۳۵۷، و رهبری‌های او، عاقبت در ۲۲ همان ماه انقلاب پیروز شد. از این تاریخ به بعد نقش و مسئولیت جامعهٔ مدرسین دگرش یافت و از شکل مبارزه با حکومت پهلوی، به شکل مشارکت و همکاری در بنا و استواری حکومت اسلامی درآمد. وظایف جامعهٔ مدرسین در این مرحله موارد زیر بودند:
- پذیرفتن مسئولیت‌های مربوط به نظام، در همین رابطه در نهادهای مختلف حضور فعال پیدا کرد. مانند شورای انقلاب، مجلس خبرگان تدوین قانون اساسی، مجلس شورای اسلامی، شورای نگهبان قانون اساسی، مجلس خبرگان رهبری، دستگاه قضائی، شورای تشخیص مصلحت نظام، شورای عالی انقلاب فرهنگی، تعدادی از اعضای جامعه مدرسین در این نهادها حضور فعال داشته و دارند.
- تبیین و تحقیق در مسائل مورد نیاز نظام، مانند مسائل اقتصادی، قضائی و حقوقی، جزائی، فرهنگی، سیاسی و اجتماعی
- اصلاح و برنامه‌ریزی برای حوزه‌های علوم دینی، به گونه‌ای که با نیاز نظام و جهان اسلامی هماهنگ باشد و به ویژه تشکیل شورای مدیریت در حوزه علمیه قم و اداره حوزه به صورت بهتر.
- تدریس علوم و معارف اسلامی و تألیف کتب مورد نیاز
- کمک به تأمین قضات مورد نیاز.
- تبلیغ و گسترش اسلام در داخل جمهوری اسلامی ایران و سایر کشورها.
- پرورش استاد برای تدریس معارف اسلامی در دانشگاه‌ها
- تربیت مبلغ برای داخل و خارج ایران
- تأیید نظام و مبارزه با دشمنان در فرصت‌های مناسب
- حضور فعال در سمینارها و مجامع علمی داخل و خارج کشور.

### انتخابات ریاست جمهوری ۱۳۹۲
همزمان با انتخابات ریاست‌جمهوری ایران (۱۳۹۲)، چند دستگی که میان روحانیون برجسته جامعه مدرسین حوزه علمیه شد، تبعات منفی عمیقی بر روی این تشکل مذهبی گذاشت. اختلاف در اعلام حمایت از کاندیداهای مختلف اصولگرای حاضر انتخابات ریاست‌جمهوری، حتی موجب کدورت و کنارکشی برخی از روحانیون برجسته شد.
این اختلاف‌نظر که به گفته محمد یزدی، رئیس شورای عالی جامعه مدرسین حوزه علمیه قم بی‌سابقه بود، این تشکل با سابقه را تا مرز تجزیه شدن پیش برد. اما پس از انتخاب حسن روحانی، کاندیدای اعتدال‌گرا به عنوان رئیس دولت یازدهم ایران، این التهاب و تنش فروکش کرد و با جلسه سه‌جانبه‌ای که بین محمد یزدی، محمدتقی مصباح یزدی و محمدرضا مهدوی کنی برگزار شد، سعی شد اختلافات از بین برود.

## هیئت رئیسه
هیئت رئیسه جامعه مدرسین حوزه علمیه قم هر دو سال انتخاب می‌شود. از ابتدای انقلاب اسلامی علی مشکینی (درگذشته ۸ مرداد ۱۳۸۶) و سپس محمد یزدی (درگذشته ۱۹ آذر ۱۳۹۹) رئیس این نهاد بوده‌اند و پس از آن اکنون سید هاشم حسینی بوشهری ریاست آن را بر عهده دارد.

### هیئت رئیسه کنونی
با درگذشت محمد یزدی رئیس پیشین، اعضای کنونی در ۲۸ آذر ۱۳۹۹ با رأی اکثریت از قرار زیر تعیین شدند:
- سید هاشم حسینی بوشهری، رئیس شورای عالی جامعه مدرسین
- سید احمد خاتمی، به عنوان نایب اول
- عباس کعبی، به عنوان نایب دوم
- محسن اراکی، به عنوان منشی
- محمود عبداللهی، به عنوان منشی
- ابوالقاسم وافی، به عنوان امین مالی

## معاونت‌ها
هم‌اکنون فعالیت‌های جامعهٔ مدرسین در چند معاونت پیگیری می‌شوند:
- دفتر جامعه مدرسین
- معاونت جامعه و مردم
- معاونت جامعه و نظام
- معاونت جامعه و روحانیت
- معاونت اداری و مالی

## نهادهای وابسته
نهادهای وابسته به جامعه مدرسین حوزه علمیه قم عبارتند از:
- دفتر انتشارات جامعه مدرسین
- دانشگاه علوم تربیتی و قضایی
- بخش گزینش قضات
- مجله نور علم
- شورای عالی حوزه علمیه قم
- مجمع نمایندگان طلاب و فضلای حوزه علمیه قم

## اعضا

### اعضای کنونی
- محمدرضا آشتیانی
- رضا استادی
- علیرضا اسلامیان
- علیرضا اعرافی
- محسن اراکی
- احمد بهشتی
- محمودرضا جمشیدی
- احمد جنتی
- عبدالله جوادی آملی
- سید هاشم حسینی بوشهری
- سید احمد حسینی خراسانی
- عبدالله خائفی
- سید احمد خاتمی
- سید محسن خرازی
- محمود رجبی
- مسلم داوری
- مهدی شب‌زنده‌دار
- محمود عبداللهی
- ابوالقاسم علیدوست
- سید محمد غروی
- محمدجواد فاضل لنکرانی
- محسن فقیهی
- غلامرضا فیاضی
- محمدعلی فیض لاهیجی
- عباس کعبی
- صادق لاریجانی
- عباس محفوظی
- سید محمدرضا مدرسی یزدی
- جواد مروی
- مصطفی موسوی اصفهانی
- نجم‌الدین مروجی طبسی
- علی‌اکبر مسعودی خمینی
- حسین مظاهری
- مرتضی مقتدایی
- ناصر مکارم شیرازی
- سید مصطفی موسوی فراز
- علی مؤمن
- علی نکونام گلپایگانی
- حسن نظری شاهرودی
- عبدالنبی نمازی
- حسن نظری شاهرودی
- ابوالقاسم وافی یزدی
- محسن حیدری آل کثیر
- حسین رفیعی
- سید علی شفیعی
- علی عندلیبی

### اعضای پیشین
- جعفر سبحانی
- سید موسی شبیری زنجانی
- محمد عندلیب همدانی
- محمدعلی گرامی
- حسین نوری همدانی

### اعضای درگذشته
- احمد آذری قمی
- ابراهیم امینی
- علی احمدی میانجی
- سید محمد ابطحی
- علی ثابتی همدانی
- علی افتخاری گلپایگانی
- محمدجعفر امامی
- یحیی انصاری شیرازی
- مرتضی بنی‌فضل
- احمد پایانی
- ابوطالب تجلیل
- حسن تهرانی
- محسن حرم‌پناهی
- سید منیرالدین هاشمی
- سید ابوالفضل میرمحمدی
- حسین راستی کاشانی
- سید عباس خاتم یزدی
- علی نیری
- صادق خلخالی
- محسن دوزدوزانی
- محمدمهدی ربانی املشی
- عبدالرحیم ربانی شیرازی
- سید مهدی روحانی
- محمد مؤمن
- سید علیرضا حائری
- سید جعفر کریمی دیوکلایی
- جلال طاهر شمس
- یوسف صانعی
- سید حسن طاهری خرم‌آبادی
- محمد فاضل لنکرانی
- محمدرضا فاکر
- علی قدوسی
- علی مشکینی
- محمدهادی معرفت
- مسلم ملکوتی
- حسن ممدوحی
- حسینعلی منتظری
- سید ابوالفضل موسوی تبریزی
- ابوالفضل نجفی خوانساری
- محمد محمدی گیلانی
- ابوالقاسم خزعلی
- سید محمود هاشمی شاهرودی
- محمدعلی شرعی
- احمد صابری همدانی
- محمد یزدی
- محمد تقی مصباح یزدی

## درخواست اعدام معترضان در خیزش ۱۴۰۱
در دی ۱۴۰۱ مجمع عمومی جامعه مدرسین حوزه علمیه قم با صدور بیانیه‌ای خواستار تداوم جدی‌تر اعدام «محاربین» و «مفسدان» خیزش ۱۴۰۱ ایران شد و روحانیون مخالف اعدام را «ورشکسته سیاسی» خطاب کرد.